# Alan Munro (Diplomat)
Sir Alan Gordon Munro, KCMG (* 17. August 1935) ist ein ehemaliger britischer Diplomat, der unter anderem von 1984 bis 1987 Botschafter in Algerien sowie zwischen 1989 und 1993 Botschafter in Saudi-Arabien war.

## Leben
Alan Gordon Munro ist der Sohn von Sir Gordon Munro und dessen zweiter Ehefrau Lilian Muriel Beit, Tochter des Finanziers, Kunstsammlers und Philanthrop Otto Beit. Nach dem Besuch des Wellington College leistete er zwischen 1953 und 1955 Militärdienst bei den 4th/7th Dragoon Guards, einem Regiment der Royal Dragoon Guards. Im Anschluss begann er 1955 ein Studium am Clare College der University of Cambridge, das er 1958 mit einem Master of Arts (M.A.) abschloss. Darauf trat er 1958 in den diplomatischen Dienst (HM Diplomatic Service) des Außenministeriums (Foreign and Commonwealth Office) ein. Er fand in der Folgezeit zahlreiche Verwendungen an Auslandsvertretungen sowie im Außenministerium. Nachdem er zwischen 1958 und 1960 einen Kurs für die arabische Sprache am Middle East Centre for Arab Studies (MECAS) in Beirut absolviert hatte, war er anschließend von 1960 bis 1962 an der Botschaft im Libanon tätig und zwischenzeitlich 1961 an der Vertretung in Kuwait.
Nachdem Munro zwischen 1963 und 1965 im Außenministerium tätig gewesen war, fand er danach Verwendung an der Botschaft in Libyen, die sich zunächst in Bengasi sowie ab 1966 in Tripolis  befand. Nach seiner Rückkehr war er zwischen 1968 und 1973 erneut im Außenministerium tätig und wechselte anschließend an das Generalkonsulat in Rio de Janeiro. Hier war er von 1973 bis 1974 erst Konsul für Handelsangelegenheiten und danach zwischen 1974 und 1977 Generalkonsul. Nach seiner Rückkehr übernahm er im Außenministerium von 1977 bis 1978 erst den Posten als Leiter des Referats Ostafrika, dann zwischen Januar und September 1979 als Leiter des Referats Mittlerer Osten sowie von 1979 bis 1981 als Leiter des Referats Personalangelegenheiten.
Daraufhin wurde Alan Munro 1981 ins Verteidigungsministerium (Ministry of Defence) abgeordnet, in dem er bis 1983 Regionaldirektor für den Mittleren Osten war. 1984 wurde er für seine Verdienste Companion des Order of St Michael and St George (CMG). Als Nachfolger von Benjamin Strachan wurde er 1984 Botschafter in Algerien und verblieb auf diesem Posten bis zu seiner Ablösung durch Patrick Eyers 1987. Danach fungierte er zwischen 1987 und 1989 als stellvertretender Unterstaatssekretär und Leiter der Abteilung Afrika und Mittlerer Osten (Deputy Under-Secretary of State, Middle East/Africa), ehe er zuletzt 1989 Sir Stephen Egerton als Botschafter in Saudi-Arabien ablöste. Er verblieb auf diesem Posten bis zu seinem Eintritt in den Ruhestand 1993 und wurde daraufhin von Sir David Gore-Booth abgelöst. 1990 wurde er zum Knight Commander des Order of St Michael and St George (KCMG) geschlagen und führte seither den Namenszusatz Sir.
Alan Munro ist seit 1962 mit Rosemary Grania Bacon verheiratet.